# تحت الكراسي (مسرحية)
تحت الكراسي مسرحية سعودية عرضت عام 1985.  من بطولة محمد العلي - راشد الشمراني - عبد الله السدحان - ناصر القصبي - علي المدفع - خالد سامي - عبد الله عسيري - علي الهويريني - محمد الكنهل - أحمد السريع - بشير الغنيم - إبراهيم الحوشان - عبد العزيز المبدل - عبد العزيز الغامدي - علي الدخيل - علي السعيد - رشيد إبراهيم - سعد الصالح - مرزوق الرميص - خالد الرفاعي.
المسرحية من أوائل المسرحيات السعودي بعد ثلاثي النكد والمهابيل، تتحدث عن الرشوة والواسطة لدى المسؤول (محمد العلي) وتدور الأحداث بقالب كوميدي مع المراجعين وعاقبة ذلك ونتبجته الحتمية.